# Marco II Pio
Marco II Pio era fill de Giberto II Pio, consenyor de Carpi. A la mort del seu pare el 1446, va ser associat al tron, encara de nen, juntament amb el seu germà petit Ludovico, pels seus oncles Alberto II i Galasso II, els altres consenyores del feu.
Després que Alberto II morís el 1463 i Ludovico el 1464, a la mort de Galasso II el 1465, els dos consenyores restants, el mateix Marco II i el seu cosí Lionello I, fill d'Alberto II, es van veure obligats a associar la nombrosa descendència de Galasso (almenys vuit fills mascles) al tron, i la situació al cim del senyoriu es va tornar insostenible. El 1469, però, els fills de Galasso van ser implicats en una conspiració contra el duc de Ferrara, Borso d'Este; dos van ser executats i aquesta branca de la família (anomenada "galassina" per la historiografia italiana) va ser exclosa de qualsevol dret al senyoriu.
Sols al poder, Marco II i Lionello I, el 1470, van obtenir un decret de l'emperador Frederic III d'Habsburg que a partir de llavors reservava la successió només als fills primogènits, per fer menys probables futures disputes.
A la mort de Lionello I el 1477, Marco II va associar al tron el seu fill gran Alberto III, de dos anys, que era nebot matern de Giovanni Pico della Mirandola. Va supervisar els seus estudis, primer proporcionant-li un tutor del calibre d'Aldo Manuzio, i després enviant-lo a completar la seva educació a Ferrara i Pàdua. Això també el va excloure dels afers polítics del senyoriu, sobre els quals va conservar el control exclusiu fins al 1490, quan Alberto III va tornar a Carpi després d'obtenir el decret d'investidura amb consenyor de l'emperador Frederic III.
Marco II es va casar amb Benedetta del Carretto, filla de Galeotto I marquès de Finale. Va tenir 13 fills: Giberto III Pio, Ercole (sacerdot), Giovanni Ludovico, Eneo, Galeotto (sacerdot), Alda, Agnese, Ippolita, Margherita, Violante (monja), Emilia, Lucrezia i Smeralda.
Va morir a Ferrara el 1494 i el va succeir el seu primogènit Giberto III, les desavinences del qual amb Alberto III van causar la guerra civil a Carpi i l'exclusió definitiva, el 1499, de la línia familiar originada per Giberto II (anomenada línia "gibertina") dels drets de govern sobre el senyoriu.